# Ordre du Chrysanthème
 (septembre 2018).
Si vous disposez d'ouvrages ou d'articles de référence ou si vous connaissez des sites web de qualité traitant du thème abordé ici, merci de compléter l'article en donnant les références utiles à sa vérifiabilité et en les liant à la section « Notes et références ».
L’ordre suprême du Chrysanthème (大勲位菊花章, Daikun’i Kikkashō, littéralement « grand ordre de la Décoration du Chrysanthème ») est la plus haute distinction du Japon. Il est avant tout l'ordre dynastique de la maison impériale dont il reprend le kamon, la fleur de chrysanthème à seize pétales. Il a été créé en 1876 et remanié en 1888 par la création d'un grand collier. Il ne comporte qu'une seule classe.

## Décoration

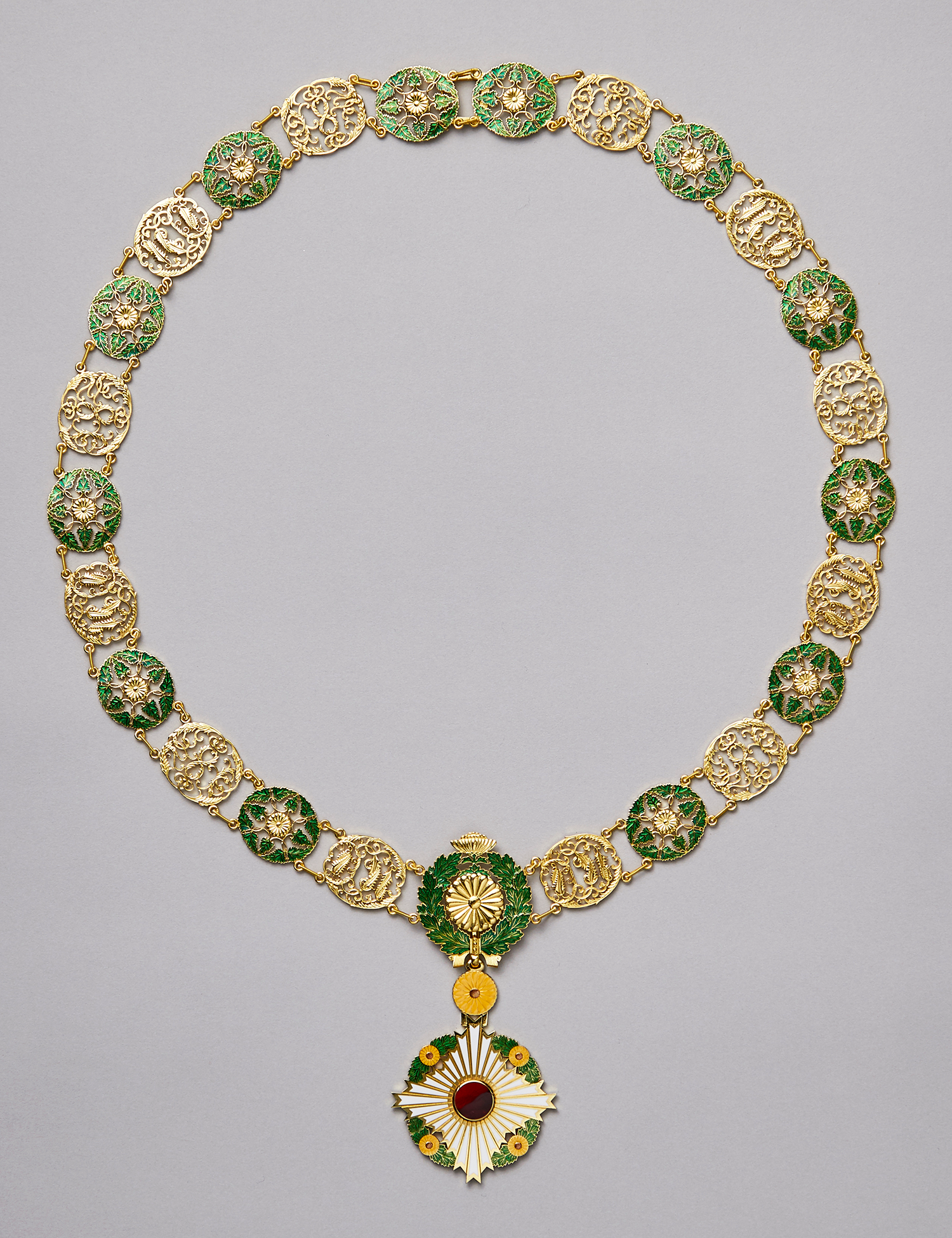
Le collier de l'ordre du Chrysanthème.

La décoration de l'ordre du Chrysanthème est basée sur celle de l'ordre du Soleil levant, une étoile d'or à trente-deux rayons émaillés de blanc au centre de laquelle se trouve un cabochon de verre rouge. Les rayons forment ici néanmoins une croix à quatre branches au lieu de l'étoile à huit branches de son modèle. Entre les quatre branches, se trouvent quatre fleurs de chrysanthème émaillées de jaunes et accompagnées de feuilles émaillées de vert. La décoration est suspendue à un cordon rouge bordé de pourpre par une bélière en forme de fleur de chrysanthème. Une plaque, à deux rangs de rayons, se porte au sein gauche.

## Port
S'il n'existe, dans l'absolu, qu'une seule classe dans l'ordre du Chrysanthème, elle peut être décernée sous deux formes depuis 1888 :
- le grand collier (大勲位菊花章頸飾, Daikun'i Kikkashō Keishoku?), désormais réservé à l'empereur et aux souverains étrangers, mais qui peut également être décerné à titre posthume à des citoyens japonais ;
- le grand cordon (大勲位菊花大綬章, Daikun'i Kikka Daijushō?) qui peut être indifféremment décerné du vivant ou à titre posthume.

## Membres de l'ordre
L'ordre doit en partie son prestige à l'extrême rareté de ses récipiendaires. En dehors de la famille impériale et des souverains étrangers, il n'a été accordé à des citoyens japonais que trois fois du vivant du récipiendaire et onze fois à titre posthume.

### Grand cordon
Famille impériale
- L'empereur Naruhito
- Le prince héritier Akishino
- Le prince Hitachi
- Le prince Mikasa
- Le prince Tomohito
- Le prince Katsura
- Le prince Takamado

Vivants
- Le roi du Maroc Mohammed VI (7 mars 1987)
- Le roi Juan Carlos Ier
- Le roi Philippe de Belgique
- Le sultan Azlan Shah du Pakistan
- L'ancien Premier ministre Yasuhiro Nakasone
- Le prince Philippe, duc d'Édimbourg
- Le roi Charles III
- Le roi Rama X
- Le grand-duc Henri de Luxembourg
- Le président François Hollande

À titre posthume
- Le roi Birendra du Népal
- L'ancien premier ministre Noboru Takeshita
- L'amiral de la Flotte Isoroku Yamamoto
- L'ancien président des États-Unis Ronald Reagan